# Семь мучеников Тегерана
Семь мучеников Тегерана — семь выдающихся баби, казнённых в Тегеране в 1850 году.
После битвы при форте Табарси простого следования учению Баба могло быть достаточно для вынесения смертного приговора. Наиболее известным стал случай семи мучеников Тегерана — группы выдающихся бабитов, которых публично обезглавили в феврале 1850 года. В состав группы входили три купца (в том числе дядя Баба по материнской линии), два священнослужителя, видный дервиш и правительственный чиновник. Все семеро были людьми высокого социального положения и могли бы легко спасти свои жизни, притворившись, что отреклись от своей веры, но предпочли этого не делать.